# بطولة إفريقيا للجمباز الإيقاعي 2022
أقيمت بطولة أفريقيا للجمباز الإيقاعي لعام 2022 والمعروفة أيضًا باسم البطولة الأفريقية السادسة عشر للجمباز الإيقاعي خلال الفترة من 17 إلى 19 يونيو 2022 في القاهرة، مصر. شارك في البطولة 7 دول وهي مصر، الجزائر، أنجولا، الرأس الأخضر، المغرب، تونس وجنوب إفريقيا.